# Cassius Jackson Keyser
Cassius Jackson Keyser   (Rawson, 15 de maig de 1862 - Nova York, 8 de maig de 1947) va ser un matemàtic nord-americà.

## Vida i Obra
Keyser va fer els estudis superiors a la North West Ohio Normal School (avui Universitat del Nord d'Ohio) fins al 1883, després va fer de mestre i director d'escola secundària. El 1885 es va casar amb una companya d'estudis de l'Escola Normal, Ella Maud Crow. Va cursar un segon grau a la universitat de Missouri el 1892. Després d'ensenyar allà, a l'Escola Normal de l'Estat de Nova York i a la universitat Washington a Saint Louis, es va inscriure com a estudiant de postgrau a la Universitat de Colúmbia, en la qual va obtenir el màster el 1896 i el doctorat el 1901. Va passar la resta de la seva carrera acadèmica a Colúmbia, convertint-se en el catedràtic de Matemàtiques (1904-1927) i cap del departament (1910-16). Es va retirar el 1927.
Keyser va ser un dels primers nord-americans en apreciar les noves direccions en els fonaments de les matemàtiques iniciades pels matemàtics europeus. També va ser un dels primers a apreciar la importància matemàtica i filosòfica del seu company americà Charles Sanders Peirce. Mentre va estar a Columbia, Keyser només va supervisar dues tesis doctorals, però tots dos autors van resultar força rellevants: Eric Temple Bell i el lògic Emil Post.
Va publicar uns quants llibres divulgatius en els que defensava la lògica com a part essencial de les matemàtiques.
Es va convertir en membre de la junta nord-americana del Hibbert Journal i va contribuir a aquesta i a altres revistes filosòfiques. Juntament amb la New International Encyclopedia i el seu company de Columbia, John Dewey, Keyser va ajudar a fundar l' Associació Americana de Professors Universitaris (AAUP). Va ser membre de l'Acadèmia Americana per a l'Avançament de la Ciència i membre de la Societat Americana de Matemàtiques .